# Nietuszyna
Nietuszyna – wieś w Polsce położona w województwie łódzkim, w powiecie wieluńskim, w gminie Ostrówek. 
| SIMC    | Nazwa              | Rodzaj    |
| ------- | ------------------ | --------- |
| 0708868 | Antonin            | część wsi |
| 0708874 | Nietuszyna-Kolonia | część wsi |

W latach 1975–1998 miejscowość administracyjnie należała do województwa sieradzkiego.
Nietuszyna leży przy drodze krajowej nr 45 z Sieradza do Wielunia. W miejscowości funkcjonuje jednostka Ochotniczej Straży Pożarnej, założona w 1927 roku oraz dwa sklepy spożywcze, mechanika pojazdowa, firma produkująca płoty i bramy gięte, przedsiębiorstwo oferujące usługi w zakresie obróbki metali oraz dwa tartaki. Ukazała się również książka pt. Nietuszyna, której autorem jest Teodor Józefiak, kiedyś mieszkaniec wsi.